# The World According to Gessle
The World According to Gessle è il terzo album registrato in studio da Per Gessle, uscito il 2 maggio 1997, e primo album da solista cantato in inglese. The World According to Gessle, disco pop-rock, ha venduto 400,000 copie.

## Il disco
Il brano d'apertura dell'album, Stupid è stato riarrangiato nel 1998 dai Roxette per il film Spun, diretto da Jonas Åkerlund.
Do You Wanna Be My Baby è stato scelto come singolo che anticipò l'uscita dell'album. Il video, come anche quello di Kix e I Want You to Know è stato diretto da Jonas Åkerlund.
C'è una traccia nascosta, al minuto 5:23, dalla fine di Lay Down Your Arms, in cui comincia una versione Cha-Cha di Kix, cantata alla maniera di Elvis Presley.
Love Doesn't Live Here, bonus track pubblicata nell'edizione giapponese, è stata registrata anche da Belinda Carlisle per il suo album "A Woman and A Man", del 1996.

## Tracce
1. Stupid - 3:31
2. Do You Wanna Be My Baby? - 3:47
3. Saturday - 3:53
4. Kix - 4:06
5. I Want You To Know - 3:57
6. Reporter - 4:17
7. B-Any-1-U-Wanna-B (Homage To Brian W.) - 3:57
8. Wish You The Best - 4:51
9. Elvis In Germany (Let's Celebrate!) - 4:11
10. T-T-T-Take It! - 3:16
11. I'll Be Alright - 3:50
12. There Is My Baby - 3:48
13. Lay Down Your Arms - 4:20 Hidden Track: Kix [Cha Cha Version]

- Bonus Track:

1. Love Doesn't Live Here - 4:42

## 2 CD's Remastered & Extended Version
L'album "The World According to Gessle" è stato ripubblicato nel 2008 in un'edizione rimasterizzata ed estesa in 2 CD.
Il primo CD è "The World According to Gessle" ma rispetto all'album pubblicato nel 1997 presenta alcuni cambiamenti, a partire dall'intro di Do You Wanna Be My Baby? e gli arrangiamenti di Elvis in Germany, I'll Be Alrigh e T-T-T-Take It! che sono rimasti quelli della fase pre-mixaggio. Kix [Cha Cha Version], come nella ristampa dell'album, avvenuta nel 2004, viene segnalato nella tracklist.
"The World According to Gessle", nel primo CD, si estende con altri 6 brani tratti dai singoli di Do You Wanna Be My Baby?, Kix e I Want You to Know, che rendono almeno la prima parte di questa riedizione, a tutti gli effetti, più appetibile.
Nel secondo CD, chiamato The "Demos" According To Gessle, vengono raccolti in ordine cronologico 20 demo, alcuni verranno usati per la registrazione dell'album "The World According to Gessle", altri saranno utilizzati per Roxette (Every Day Outside My Window e Makin' Love To You).
Every Day Outside My Window è stata registrata da Roxette come Every Day e pubblicata nel 2002, nel Bonus EP di The Ballad Hits.
Beautiful Things, Terrible Things è un demo che Per Gessle registrò, ma che fu scartato, per quella che sarà Beautiful Things, pubblicata nel 1999, nell'album Have a Nice Day. È stata presa in considerazione un'altra versione demo, ha spiegato lo stesso Gessle, registrata invece da Marie Fredriksson che è stata lo spunto per la versione definitiva della canzone, inserita poi nell'album dei Roxette.
Makin' Love to You è un demo in versione acustica, registrato da Per Gessle di Makin' Love to You, canzone pubblicata nel 2003, da Roxette, per il Bonus EP di The Pop Hits.
Il demo di June Afternoon fu pubblicato da Roxette già nel 1996, come bonus track, nel CD singolo June Afternoon.
La nuova edizione di The World According To Gessle è stata soprannominata da Per Gessle come "Super Duper Extra Turbo Deluxe With Cheese On It". Una stesura non definitiva dell'album prevedeva anche "Kix" [Lovely Pair Mix].

## Tracce

### CD 1
- Original Tracks:

1. Stupid — 3:31
2. Do You Wanna Be My Baby? — 3:47
3. Saturday — 3:54
4. Kix — 4:08
5. I Want You To Know — 3:57
6. Reporter — 4:17
7. B-Any-1-U-Wanna-B (Homage To Brian W.) — 3:56
8. Wish You The Best — 4:51
9. Elvis In Germany (Let's Celebrate!) — 4:10
10. T-T-T-Take It! — 3:16
11. I'll Be Alright — 3:50
12. There Is My Baby — 3:47
13. Lay Down Your Arms — 4:19
14. Kix [Cha Cha Version] — 1:30

- Extras:

1. Love Doesn't Live Here — 4:44
2. Always Breaking My Heart [T&A Demo May 30, 1995] — 3:08
3. I Wanna Be With You [T&A Demo November 2, 1994] — 2:52
4. Blue Umbrella [T&A Demo June 15, 1993] — 3:18
5. Jupiter Calling [T&A Demo August 3, 1995] — 3:05
6. Let's Party! [T&A Demo July 14, 1988] — 3:59

### CD 2
- The Demos according to Gessle:

1. There is My Baby [T&A Demo, June 27, 1994] — 3:42
2. I'll be Alright [T&A Demo, July 16, 1994] — 3:46
3. June Afternoon [T&A Demo, July 17, 1994] — 4:13
4. Writer [T&A Demo, July 17, 1994] — 4:23
5. T-t-t-Take It! [T&A Demo, September 12, 1994] — 3:12
6. Elvis In Germany [T&A Demo, November 2, 1994] — 3:49
7. Every Day Outside My Window [T&A Demo, December 28, 1995] — 4:00
8. Love Doesn't Live Here [T&A Demo, February 25, 1996] — 4:16
9. Detective Jones [T&A Demo, February 29, 1996] — 2:53
10. Beautiful Things, Terrible Things [T&A Demo, April 7, 1996] — 4:12
11. Elvis in Deutschland [T&A Demo, April 26, 1996] — 4:46
12. Makin' Love to You [Acoustic Version - T&A Demo, June 9, 1996] — 3:30
13. Lay Down Your Arms [T&A Demo, June 23, 1996] — 4:36
14. Do You Wanna be My Baby? [T&A Demo, August 12, 1996] — 3:45
15. B-Any-1-U-Wanna-B [T&A Demo, October 24, 1996] — 3:32
16. Stupid [T&A Demo, October 28, 1996] — 3:40
17. Saturday [T&A Demo, November 2, 1996] — 3:24
18. Drum [T&A Demo, November 2, 1996] — 4:33
19. I Want You to Know [T&A Demo, December 28, 1996] — 4:00
20. Kix [T&A Demo, January 2, 1997] — 3:55